# 馬塞納 (紐約州)
馬塞納（英語：Massena）是一個位於美國紐約州聖羅倫斯縣的鎮。

## 人口
根據2020年美國人口普查的數據，馬塞納的面積為145.42平方千米，當中陸地面積為114.85平方千米，而水域面積為30.56平方千米。當地共有人口12433人，而人口密度為每平方千米85人。